# Vic Aicken
Albert Victor „Vic“ Aicken (* 29. Oktober 1914 in Belfast; † 1972) war ein nordirischer Fußballspieler.

## Karriere
Über Aickens fußballerische Anfangszeit gibt es unterschiedliche Aussagen, so wurde in einem 1937 erschienenen Zeitungsartikel über ihn berichtet, dass er im Sommer 1934 im lokalen Amateurfußball von Belfast auf sich aufmerksam machte und sich den Linfield Swifts, dem Reserveteam des Linfield FC, anschloss. In einer Transferliste von Oktober 1934 ist hingegen von einem Wechsel vom Amateurklub Crusaders FC in die Zweitmannschaft des Glentoran FC die Rede. Ab Dezember 1934 trat Aicken für die erste Mannschaft von Glentoran in Erscheinung, für die er sowohl in der Läuferreihe als auch als Halbstürmer aufgeboten wurde. 1935 gewann er mit dem Team durch einen 1:0-Sieg im zweiten Wiederholungsspiel gegen den Larne FC den nordirischen Pokalwettbewerb. Ende April 1937 absolvierte Aicken ein Probetraining beim englischen Erstligisten FC Brentford, bevor er Anfang Mai für eine Ablöse von 1000 £ dorthin wechselte.
Aicken gelang es in der Folge nicht, Stamm-Mittelläufer Joe James von seiner Position zu verdrängen und spielte bis Anfang 1939 ausschließlich in Brentfords Reserveteam, für das er einige „großartige Spiele“ zeigte. So machte er unter anderem Mitte Januar 1939 bei einem 10:2-Erfolg gegen die Reserve von Bristol City von sich reden, als er „mit einer fabelhaften Einzelleistung, bei der er fünf Gegenspieler aussteigen ließ und mit einem Schuss in die lange Ecke“ abschloss. Sein für den 25. Januar 1939 geplantes Erstligadebüt gegen Aston Villa fiel noch wegen Schneefalls aus; drei Tage später debütierte er als rechter Außenläufer stattdessen bei einem 1:1-Unentschieden gegen den AFC Sunderland. Ein Korrespondent vermerkte über die Abwehrleistung: „Gegen Sunderland waren Brentfords Defensivakteure so wunderbar wie Londoner Polizeimänner jemals hätten sein können. Alle sechs, inklusive des Debütanten Aicken, schufteten wie Helden für 90 Minuten.“ Anlässlich eines 5:0-Erfolges gegen eine Armeeauswahl Ende Januar 1939 wurde Aicken gelobt: „mit McKenzie-ähnlichen Ballberührungen, fütterte [er] seine Stürmer raffiniert [mit Bällen].“ In der Folge wirkte er an zwei weiteren Ligapartien mit, aber sowohl gegen Grimsby Town (1:2; „[…] während Aicken, nach einem vielversprechenden Beginn, geradewegs verblasste.“) als auch gegen Manchester United (0:3; „Aicken war kaum eine Verbesserung gegenüber Muttitt“) setzte es Niederlagen, in denen er selbst auch nicht überzeugte.
Bis zur Einstellung des Spielbetriebs im September 1939 durch den Ausbruch des Zweiten Weltkriegs kam er zu keinen weiteren Einsätzen mehr. Aicken trat in der Folge, wie zahlreiche seiner Mitspieler, der „Police War Reserve“ bei und kehrte im November 1939 zunächst nach Irland zurück. Im März 1940 berichtete die Presse davon, dass sich Aicken der Royal Air Force angeschlossen hat. In den kriegsbedingten Ersatzwettbewerben war Aicken nicht nur für Brentford aktiv (16 Spiele, 1939–1943), sondern trat als Gastspieler auch für Clapton Orient (25 Spiele, 1941–1944), den FC Chelsea (1 Einsatz, 1941/42), West Ham United (1 Einsatz, 1942/43) den FC Reading (4 Einsätze, 1940–1943) und den FC Watford (2 Einsätze, 1942/43) in Erscheinung und bestritt 1941 auch nochmals einige Partien für Glentoran.
Nach dem Zweiten Weltkrieg war Aicken, der auch noch mit über 30 Jahren als „eleganter Außenläufer“ beschrieben wurde, als Fußballprofi im Südosten Englands in der Kent League aktiv und spielte dort für Ramsgate Athletic (1946/47), den FC Dover (1947/48) und Betteshanger Colliery Welfare (1948/49).